# Радбелик
Ра́дбелик — деревня в Новгородском районе Новгородской области, входит в состав Ракомского сельского поселения. Постоянное население деревни — 17 жителей (2009).
Расположена в новгородском Поозерье в 1,5 км от северо-западного берега озера Ильмень. Ближайшие населённые пункты — деревни Лукинщина, Верховье, Десятины и Песчаное. Находится на высоте 17 м над уровнем моря на Приильменской низменности.

## История
В первой половине XVI века упоминается деревня Лукинского погоста — Радбилицы Шелонской пятины Новгородской земли, принадлежавшая Варварскому монастырю в Новгороде, затем деревня Радбелик (Радбѣлик) Ракомской волости Новгородского уезда Новгородской губернии.
Население деревни по переписи населения 1926 года — 118 человек. До августа 1927 года деревня Радбелик в составе Троицкой волости Новгородского уезда Новгородской губернии, затем, после упразднения Новгородской губернии, в составе Большедонецкого сельсовета вновь образованного Новгородского района Новгородского округа Ленинградской области. В результате укрупнения сельсоветов Ленинградской области с ноября 1928 года Большедонецкий сельсовет был упразднён, и деревня стала подчинена Самокражскому сельсовету Новгородского района Новгородского округа. 30 июля 1930 года Новгородский округ был упразднён. Во время Великой Отечественной войны, с августа 1941 года по декабрь 1943 года деревня была оккупирована немецко-фашистскими войсками. С 30 июня 1944 года Новгородский район в составе новообразованной Новгородской области. После переименования деревни Самокража в Ильмень, Радбелик в составе того же, но переименованного в Ильменского сельсовета.